# Disa esterhuyseniae
Disa esterhuyseniae là một loài thực vật có hoa trong họ Lan. Loài này được Schelpe ex H.P.Linder mô tả khoa học đầu tiên năm 1981.